# 화웨이 P 시리즈

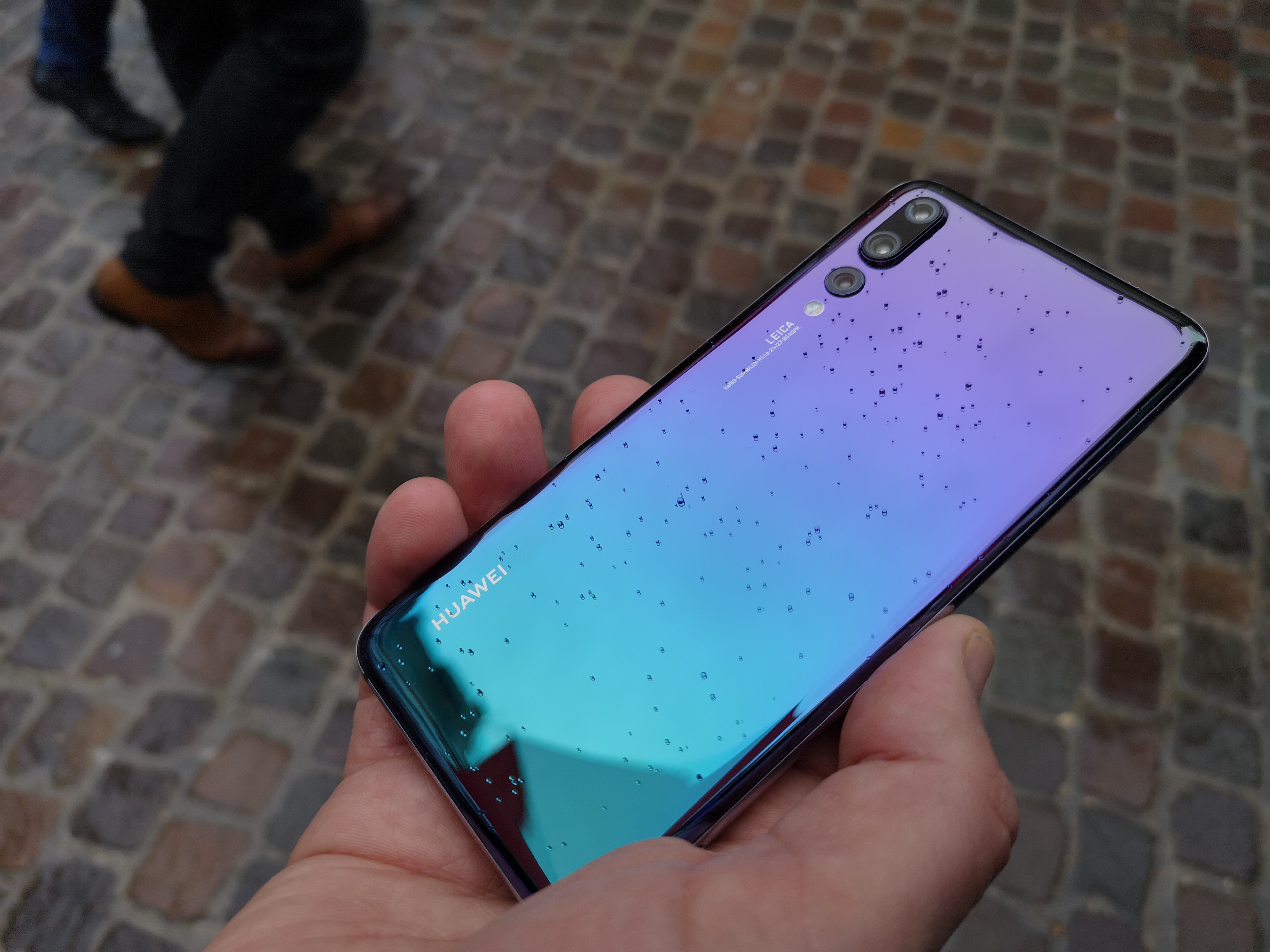
화웨이 P20 프로

화웨이 P 시리즈(Huawei P series, 구 명칭: 어센드 P 시리즈)는 화웨이에서 생산한 고급 및 중급 훙멍(무역 전쟁 제재 이전 안드로이드 기반) 스마트폰 제품군이다. P 시리즈는 이전에 화웨이의 대규모 어센드(Ascend) 브랜드의 일부로 판매되었다. 일부 모델은 P smart라고 불린다.
회사의 현재 하드웨어 출시 흐름에 따라 P 시리즈 휴대폰은 일반적으로 회사의 주력 스마트폰인 주류 소비자를 대상으로 하며, 메이트(Mate) 시리즈 장치에 도입된 기술을 개선하고 확장한다(일반적으로 얼리 어답터를 대상으로 함). P 시리즈는 카메라 기능에 중점을 두었다. 화웨이i는 2016년부터 화웨이 P9을 시작으로 독일 제조업체인 라이카와 공동 엔지니어링 파트너십을 맺어 왔다.

## 전화
- Ascend P1
- Ascend P2
- Ascend P6
- Ascend P7
- P8 lite, P8, P8 Max
- P9 Lite, P9, P9 Plus
- P10 lite, P10, P10 Plus
- P20 lite, P20, P20 Pro
- P30 lite, P30 lite 2020, P30, P30 Pro
- P40 lite, P40 lite 5G, P40 lite E, P40, P40 Pro, P40 Pro+
- P50, P50E, P50 Pro, P50 Pocket
- P60, P60 Pro, P60 Art

## 같이 보기
- 삼성 갤럭시 S 시리즈
- LG G 시리즈